# 宮本幸信
宮本 幸信（みやもと ゆきのぶ、1945年6月3日 - ）は、兵庫県神戸市出身の元プロ野球選手（投手）。

## 来歴・人物
市立神港高校では、1963年にチームのエースとして1年下の吉田孝司とバッテリーを組み、春の選抜に出場。準決勝まで勝ち進むが、下関商の池永正明に抑えられ、1-4で敗れた。同年夏は県予選準決勝で市西宮高に敗退し、甲子園出場を逸する。
高校卒業後は中央大学に進学。東都大学野球リーグでは1年上に高橋善正投手がおり、その陰に隠れがちだった。しかし高橋が卒業した後の1967年春季リーグでは、7勝3敗の好成績で3年振りの優勝に貢献。最優秀投手とベストナインに選ばれている。直後の全日本大学野球選手権大会でも、決勝でエース藤原真を擁する慶大を3-1で破り、中大を初優勝に導く。1年下に水沼四郎捕手、同期に中塚政幸一塁手がいた。中塚らとともに同年の第7回アジア野球選手権大会日本代表に選出されている。リーグ通算55試合登板、14勝19敗、防御率2.27、152奪三振を記録した。
1967年秋、ドラフト2位指名で阪急ブレーブスへ入団。
1968年は3勝にとどまるが、切れの良い速球と縦の変化球を武器に活躍。同年の読売ジャイアンツとの日本シリーズではリリーフとして3試合に登板している。
1969年のシーズン最終盤、ゲーム差なしで優勝を争っていた近鉄バファローズとの4連戦の初戦（西宮球場）にリリーフとして登板、同点で迎えた11回裏2死3塁の場面で清俊彦からサヨナラ本塁打を放ち、優勝を引き寄せた。このとき、ベンチは代打を送ろうとしたが後続の投手が仕上がっていなかったため打席に入り、殊勲をあげることになった。同年の読売ジャイアンツとの日本シリーズでは第２戦に初先発、勝敗はつかなかったが、８回を２安打１失点と好投した。しかし、２度目の先発となった第４戦では、4回裏に捕手の岡村浩二が本塁クロスプレーの判定に激高し、退場処分を受けた。それまで岡村のリードで好投していた宮本は動揺し、その回に6失点、逆転を許してしまい結果的に敗戦投手となった。最終第6戦でも先発として起用されるが、3回に代打を送られ交代する。結局は後続が6回に打ち込まれて大敗、自身はシリーズ2敗目を喫し日本一を逸した。入団3年で18勝を挙げるが4年目以降は伸び悩んだ。
1971年の読売ジャイアンツとの日本シリーズではリリーフとして2試合に登板している。
1974年オフ、白石静生・大石弥太郎との交換トレードで、渡辺弘基・児玉好弘と共に広島東洋カープへ移籍。移籍当時、「がんばって5位になろう」との重松良典球団代表の言葉に、「常勝」と呼ばれた阪急ブレーブスとのギャップを感じてショックを受けた。その後、覇気のないナインの意識改革にと、「明るくやろう会」を結成した。移籍後は抑えの切り札として起用される。
1975年4月11日の中日ドラゴンズ戦では判定に激高し、原田孝一球審を跳び蹴りし、退場処分になっている。それから間もなく、ジョー・ルーツ監督が全選手を集め「ミヤの行為は許されない。ただ、あのファイトを君たちに植え付けたかった」と訓辞があり、跳び蹴りしている写真が監督室に飾られた。これ以降、宮本は『キックの鬼』にちなんで「キックの宮」と呼ばれ、ファンに親しまれた。当時解説者だった水原茂は跳び膝蹴りのシーンを見て「すごいバネだ。今年の宮本はやるよ」と発言している。その後、宮本は制裁金五万円の処分でシーズンへ復帰。このシーズンは10勝2敗10セーブ・防御率1.70という好成績を残し、チームのリーグ初優勝に貢献した。当時既に肘をかなり痛めていたが、意気に感じて投げ続け、抑え役を全うした。古巣の阪急との対戦となった日本シリーズでは4試合に登板。このうち第3戦では同点の9回に決勝点を許して敗戦投手となっている。
その後、1977年に新美敏・皆川康夫・鵜飼克雄・内田順三との交換トレードで佐伯和司・久保俊巳と共に日本ハムファイターズへ移籍。1年目は抑え投手として6勝3敗7セーブ・防御率2.00という成績を残したが、1978年以降はあまり活躍できなかった。
1979年シーズン終了後、日本ハムを戦力外となり、横浜大洋ホエールズに移籍。大洋では広島戦に勝てば史上初の「全球団勝利」達成となったが、その機会を生かせなかった。1点リードの場面でリリーフ登板した4月8日の試合が唯一の記録達成のチャンスであったが、不甲斐ない投球により、逆転を許してしまっている（ただし、敗戦投手にはならなかった）。このシーズンは1勝を挙げるに留まった。1980年オフ、現役引退。
現在は地元・神戸市に戻り、飲食店を経営している。

## 詳細情報

### 年度別投手成績
| 年 度      | 球 団      | 登 板 | 先 発 | 完 投 | 完 封 | 無 四 球 | 勝 利 | 敗 戦 | セ 丨 ブ | ホ 丨 ル ド | 勝 率 | 打 者 | 投 球 回 | 被 安 打 | 被 本 塁 打 | 与 四 球 | 敬 遠 | 与 死 球 | 奪 三 振 | 暴 投 | ボ 丨 ク | 失 点 | 自 責 点 | 防 御 率 | W H I P |
| ---------- | ---------- | ----- | ----- | ----- | ----- | -------- | ----- | ----- | -------- | ----------- | ----- | ----- | -------- | -------- | ----------- | -------- | ----- | -------- | -------- | ----- | -------- | ----- | -------- | -------- | ------- |
| 1968       | 阪急       | 38    | 8     | 0     | 0     | 0        | 3     | 4     | --       | --          | .429  | 342   | 80.2     | 68       | 4           | 43       | 4     | 2        | 53       | 1     | 0        | 32    | 28       | 3.11     | 1.38    |
| 1969       | 阪急       | 29    | 14    | 3     | 1     | 0        | 7     | 3     | --       | --          | .700  | 445   | 105.1    | 85       | 12          | 45       | 3     | 7        | 54       | 0     | 0        | 38    | 34       | 2.91     | 1.23    |
| 1970       | 阪急       | 45    | 17    | 4     | 0     | 0        | 8     | 9     | --       | --          | .471  | 669   | 155.2    | 153      | 13          | 76       | 3     | 6        | 74       | 5     | 0        | 72    | 66       | 3.81     | 1.47    |
| 1971       | 阪急       | 34    | 10    | 2     | 0     | 1        | 4     | 3     | --       | --          | .571  | 442   | 103.1    | 102      | 15          | 38       | 4     | 2        | 58       | 1     | 1        | 54    | 48       | 4.19     | 1.35    |
| 1972       | 阪急       | 22    | 8     | 1     | 1     | 0        | 1     | 2     | --       | --          | .333  | 227   | 52.1     | 56       | 10          | 17       | 0     | 1        | 33       | 0     | 0        | 31    | 25       | 4.33     | 1.39    |
| 1973       | 阪急       | 17    | 11    | 1     | 1     | 0        | 4     | 4     | --       | --          | .500  | 270   | 61.0     | 51       | 5           | 38       | 0     | 3        | 37       | 1     | 0        | 28    | 24       | 3.54     | 1.46    |
| 1974       | 阪急       | 35    | 12    | 2     | 1     | 0        | 5     | 7     | 3        | --          | .417  | 441   | 103.2    | 92       | 12          | 43       | 1     | 5        | 75       | 4     | 0        | 49    | 42       | 3.63     | 1.30    |
| 1975       | 広島       | 44    | 0     | 0     | 0     | 0        | 10    | 2     | 10       | --          | .833  | 365   | 89.2     | 58       | 5           | 40       | 1     | 9        | 74       | 1     | 0        | 20    | 17       | 1.70     | 1.09    |
| 1976       | 広島       | 34    | 0     | 0     | 0     | 0        | 4     | 3     | 7        | --          | .571  | 199   | 45.1     | 48       | 7           | 14       | 3     | 3        | 32       | 1     | 0        | 23    | 23       | 4.60     | 1.37    |
| 1977       | 日本ハム   | 41    | 0     | 0     | 0     | 0        | 6     | 3     | 7        | --          | .667  | 286   | 72.1     | 54       | 8           | 23       | 5     | 5        | 53       | 2     | 0        | 21    | 16       | 2.00     | 1.06    |
| 1978       | 日本ハム   | 21    | 0     | 0     | 0     | 0        | 1     | 2     | 1        | --          | .333  | 219   | 45.2     | 48       | 9           | 34       | 1     | 3        | 24       | 1     | 0        | 30    | 26       | 5.09     | 1.80    |
| 1979       | 日本ハム   | 17    | 1     | 0     | 0     | 0        | 0     | 0     | 2        | --          | ----  | 103   | 20.2     | 30       | 8           | 15       | 3     | 2        | 7        | 1     | 0        | 25    | 25       | 10.71    | 2.18    |
| 1980       | 大洋       | 6     | 0     | 0     | 0     | 0        | 1     | 0     | 0        | --          | 1.000 | 30    | 6.0      | 10       | 5           | 4        | 0     | 0        | 5        | 0     | 0        | 7     | 6        | 9.00     | 2.33    |
| 通算：13年 | 通算：13年 | 383   | 81    | 13    | 4     | 1        | 54    | 42    | 30       | --          | .563  | 4038  | 941.2    | 855      | 113         | 430      | 28    | 48       | 579      | 18    | 1        | 430   | 380      | 3.63     | 1.36    |

- 各年度の太字はリーグ最高

### 記録
- 1イニング3与死球：1977年5月19日、対近鉄バファローズ戦 ※NPBタイ記録[2]、史上初[3]

### 背番号
- 14 （1968年 - 1974年）
- 19 （1975年 - 1976年）
- 16 （1977年 - 1979年）
- 13 （1980年）